# Podział administracyjny Kościoła katolickiego w Korei
Podział administracyjny Kościoła katolickiego w Korei – w ramach Kościoła katolickiego w Korei Południowej i Korei Północnej funkcjonują obecnie trzy metropolie, w których skład wchodzą trzy archidiecezje i siedemnaście diecezji. Ponadto istnieje ordynariat wojskowy i opactwo terytorialne podległe bezpośrednio Stolicy Apostolskiej. Podział diecezji nie uwzględnia istnienia dwóch państw koreańskich.

Metropolie kościelne, diecezje i opactwo terytorialne w Korei

## JednostkiKościoła katolickiegow Korei

### Metropolia Gwangju
- Archidiecezja Gwangju
  - Diecezja Czedżu
  - Diecezja Jeonju

### Metropolia seulska
- Archidiecezja seulska (częściowo położona w Korei Północnej)
  - Diecezja Chuncheon (częściowo położona w Korei Północnej)
  - Diecezja Daejeon
  - Diecezja Hamhŭng (w całości położona w Korei Północnej)
  - Diecezja Inczon
  - Diecezja pjongjańska (w całości położona w Korei Północnej)
  - Diecezja Suwon
  - Diecezja Uijeongbu
  - Diecezja Wonju

### Metropolia Daegu
- Archidiecezja Daegu
  - Diecezja Andong
  - Diecezja Cheongju
  - Diecezja Masan
  - Diecezja Pusan

### Jednostki podległebezpośrednioStolicy Apostolskiej
- Ordynariat Polowy Korei
- Opactwo terytorialne Tŏkwon (w całości położone w Korei Północnej)